# McLaren P1
O McLaren P1 é um supercarro feito pela fabricante inglesa McLaren Automotive. Ele é o tão esperado sucessor do McLaren F1. O estilo do P1 foi influenciado pelo McLaren MP4-12C, com mudanças na carroceria que ajudam na aerodinâmica e o deixam mais agressivo, e o formato dos faróis dianteiros lembram o logotipo da marca.
Sem muitas informações oficiais, fontes indicam que o motor é o mesmo V8 Twin-turbo do MP4-12C chegando a 767 cavalos e um sistema KERS de 179 cv. Isso ajudaria o P1 a ter uma velocidade máxima teórica de 364 km/h (222mph).
O carro foi apresentado pela McLaren no Geneva Motor Show 2012 e teve 175 unidades produzidas.

## Variações

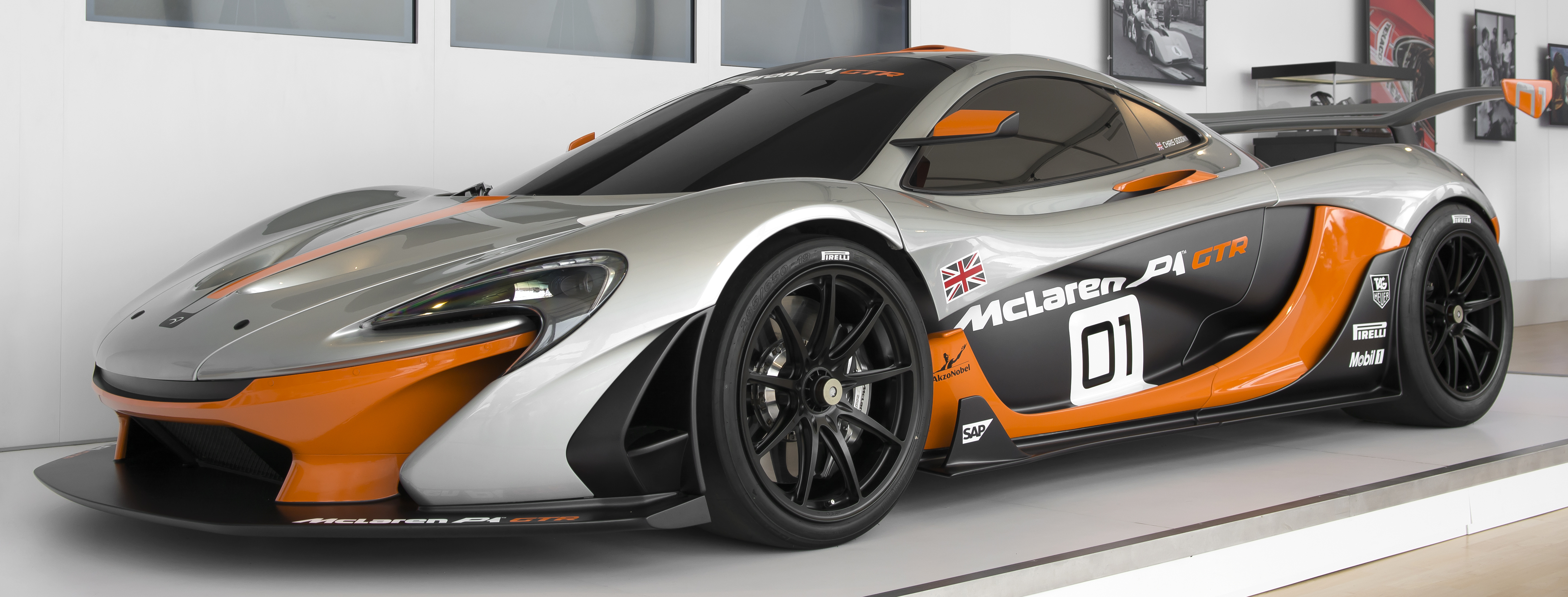
Mclaren P1 GTR

### McLaren P1 GTR
Comemorando 20 anos desde a sua vitória nas 24 Horas de Le Mans em 1995, a McLaren anunciou que iria ressuscitar o nome GTR com o lançamento de uma versão voltada para as pistas do modelo P1, batizada P1 GTR.
O McLaren P1 GTR só esteve disponível para os 375 proprietários do modelo P1, e teve somente 35 unidades produzidas. O conceito da P1 GTR fez sua primeira aparição no Concours d'Elegance de Pebble Beach, de 2014. A versão oficial da P1 GTR foi revelada no Salão de Genebra de 2015, custando £1,9 milhões de libras.
A Mclaren afirma que este é o carro mais poderoso já produzido pela marca, com uma potência de 978 cavalos. A P1 GTR também conta com pneus slick, asa traseira fixa e um novo modelo de escapamento. A marca afirma que o novo modelo tem maiores níveis de desempenho, aderência, aerodinâmica e downforce em comparação com o carro de rua, com o intuito de entregar ao piloto a experiência máxima proporcionada por um carro de corrida.
O modelo de produção do Mclaren P1 GTR entrou em produção no ano de 2015, após todas as unidades do P1 convencional serem produzidas.
O P1 GTR pesa 50 kg a menos e têm uma potência 84 cavalos superior à sua versão de rua, apesar de a Mclaren não revelar se o ganho de potência é causado por um novo sistema elétrico ou por modificações no motor V8 bi-turbo de 3.8 L.

## Tempos
O tempo do P1 no circuito de Nürburgring Nordschleife não foi revelado pela marca, mas o carro detém o recorde de carro de produção mais rápido em circuitos como o Circuito das Américas, o Algarve Internacional Circuit, o Anglesey Coastal Circuit e o Circuito de Silverstone.